# Cypris floridensis
Cypris floridensis är en kräftdjursart som beskrevs av Ferguson 1964. Cypris floridensis ingår i släktet Cypris och familjen Cyprididae. Inga underarter finns listade i Catalogue of Life.